# Gunpo
Gunpo (군포; prononcé en coréen : [kun.pʰo]), anciennement romanisée sous le nom de Kunp'o, est une ville de la Corée du Sud, dans la province du Gyeonggi. Il borde Anyang au nord, Uiwang à l'est et Ansan au sud et à l'ouest, et est relié à ses voisins et à Séoul par la lignes 1 et la ligne 4 du métro métropolitain de Séoul. Gunpo abrite également trois arrêts sur la ligne Gyeongbu.
Bien que 73,2% de la ville soit constituée d'espaces verts, en grande partie à cause de la montagne Surisan et de diverses reliefs plus petites, Gunpo abrite plus de 286 000 habitants dans plusieurs zones urbaines. Le centre-ville de la ville est Sanbon New Town, un centre commercial situé sur une rue piétonne.
La ville de Gunpo est connue des Coréens car c'est là que la célèbre patineuse Kim Yuna a passé une grande partie de son enfance.
La ville héberge un orphelinat, le foyer Saint Jean, créé par un père français des MEP afin de venir en aide aux enfants de la ville abandonnés ou orphelins.
De décembre 2006 à janvier 2009, la ville a été le théâtre d'une importante recherche policière contre un tueur et violeur en série (capturé le 31 janvier 2009 grâce à l'évasion de sa dernière victime).

## Histoire

### Période ancienne
Pendant l'ère des Trois Royaumes de la péninsule coréenne, les terres où se situe maintenant Gunpo était sous le contrôle de la dynastie Goguryeo, elle est ensuite incorporée au Yulmok-gun (comté) à partir de 475 apr. J.-C. La région est devenue Yuljin-gun sous la période du Silla unifié en l'an 757, et en 940, elle a été rebaptisée Gwaju-gun par la dynastie Goryeo. L'année 1413 a vu la dynastie Joseon surnommer la région de Gwacheon-hyeon.

### Période moderne
En mai 1895, la zone géographique où se situe l'actuel Gunpo est connue sous le nom de Nam-myeon, une division de Gwacheon-gun, cependant le 1er mars 1914, une réforme a estimé que la zone Nam-myeon relevait désormais de l'autorité du Siheung-gun. Pendant le reste de l'annexion de la Corée par le Japon et pendant les premières décennies de la République de Corée, aucun changement n'a été apporté à la désignation de Nam-myeon ou à ses districts administratifs, mais un décret présidentiel a promu la zone le 1er mai 1979 au nom de Gunpo-eup (ville), qui est encore présent dans le Siheung-gun.

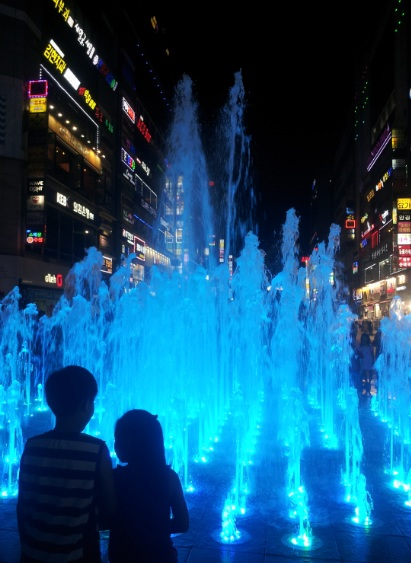
La fontaine de Sanbon New Town pendant une nuit d'été

En 1989, la croissance industrielle rapide et l'urbanisation de Séoul ont entraîné la construction de cinq nouvelles villes dans la sphère d'influence de la capitale : Gunpo, Anyang, Seongnam, Bucheon et Goyang. Cette décision prenait appuie sur une loi nationale qui visait à promouvoir une gestion régionale efficace face à une demande de gestions administratives croissantes. Siheung-gun a donc été dissous et Gunpo-eup a été promu Gunpo-si (ville). Cinq dongs (quartiers) relevaient de la juridiction de Gunpo, bien que certains quartier est fait l'objet de subdivision a posteriori - par exemple, Sanbon-dong a été divisé en Sanbon 1-dong et Sanbon 2-dong.Avec une surface de 20,70 km2, Gunpo détient la plus petite superficie de toutes les villes administratives de Corée du Sud.
Une zone de complexe d'habitation à grande échelle a été créée en février 1989 lorsque la ville de Gunpo a désigné l'intégralité des quartiers de Sanbon-dong, Geumjeong-dong et Dang-dong comme quartier résidentiel. En décembre 1992, l'hôtel de ville de Gunpo a déménagé de Dang-dong à Geumjong-dong, et la station Sanbon, sur la ligne 4 du métro de Séoul, a également été ouverte en 1992.
En 1994, il y avait dix dongs administratifs à Gunpo mais seulement cinq dongs légaux. Cependant, le 24 décembre de cette année-là, quatre ris (villages) des divisions voisines Banwol-myeon et Hwaseong-gun ont été incorporés à Gunpo en raison de l'ajustement partiel des districts administratifs, la superficie de Gunpo est passée à une valeur de 36,38 km2. La ville compte actuellement neuf dongs juridiques, ou onze administratifs. L'acquisition de Daeyami-ri a amené la station Daeyami, sur la ligne 4 du métro de Séoul, dans les limites de la ville de Gunpo.
Le développement de Sanbon New Town a été achevé en 1995 et la zone est devenue le centre de Gunpo. L'aménagement de Sanbon a été conçu par Kim Jinae, un célèbre architecte coréen qui a également conçu l'Insa-dong de Séoul et qui a été nommé comme l'un des 100 leaders du XXIe siècle par le Times,. En l'an 2000, la nouvelle romanisation révisée du coréen a officiellement changé le nom romanisé de la ville de Kunp'o à Gunpo L'année 2003 a vu l'ouverture de la station Surisan entre Daeyami et Sanbon, et en 2010, la station Dangjeong a été ouverte sur la ligne 1 et la ligne Gyeongbu, portant à six le nombre total de stations de métro dans la ville.

## Géographie
Gunpo est situé dans la province sud-coréenne du Gyeonggi, au sud de Séoul, dans la région de la capitale nationale. Elle est située entre trois autres villes limitrophes, Anyang au nord, Uiwang à l'est et Ansan au sud et à l'ouest. Avec 36,38 km2, Gunpo représente 0,36% de la superficie totale de la province. Au 1er janvier 2004, 17,8% de la ville était une zone résidentielle, 1,8% commerciale, 7,2% industrielle et 73,2% d'espaces verts.
|       | Anyang |        |
|       | Gunpo  | Uiwang |
| Ansan |        |        |

Gunpo est divisé en neuf dongs légaux (quartiers). Quatre de ces dongs : Sanbon-dong, Geumjeong-dong, Dang-dong et Dangjeong-dong-sont des zones résidentielles, commerciales et industrielles fortement urbanisées. Situés à l'extrémité nord de Gunpo, ils sont desservis par les lignes 1 et 4 du métro de Séoul. Au sud de la ville : Bugok-dong, Daeya-dong et Domagyo-dong sont en grande partie rurales, bien que Bugok-dong ait connu de récentes développement et Domagyo-dong a été affecté à son propre projet de développement. Daeya-dong contient également une petite zone urbaine, desservie par la gare de Daeyami. Sur le côté ouest de Gunpo, Dundae-dong et Sokdal-dong contiennent de grandes parties de la montagne Surisan et sont principalement montagneuses, avec des terres agricoles comprenant la majorité de leurs vallées. Surisan s'étend également dans l'ouest de Sanbon-dong.

### Climat
Gunpo a un climat continental humide (Köppen: Dwa), mais peut être considéré à la limite d'un climat subtropical humide (Köppen: Cwa) en utilisant l'isotherme −3 °C.
| Mois                                | jan. | fév. | mars | avril | mai  | juin  | jui.  | août  | sep.  | oct. | nov. | déc. | année   |
| ----------------------------------- | ---- | ---- | ---- | ----- | ---- | ----- | ----- | ----- | ----- | ---- | ---- | ---- | ------- |
| Température minimale moyenne (°C)   | −4,5 | −2,3 | 2,4  | 8,1   | 13,8 | 19    | 22,5  | 23,5  | 18,4  | 11,7 | 4,7  | −2,9 | 9,5     |
| Température moyenne (°C)            | −1,1 | 1,4  | 6,5  | 12,6  | 18,5 | 23    | 25,4  | 26,5  | 21,9  | 15,7 | 8,4  | 0,6  | 13,3    |
| Température maximale moyenne (°C)   | 2,9  | 5,7  | 11,4 | 17,8  | 24   | 27,9  | 29,2  | 30,6  | 26,3  | 20,5 | 12,5 | 4,5  | 17,8    |
| Précipitations (mm)                 | 14,6 | 28,8 | 41,6 | 70,9  | 94,2 | 115,2 | 426,2 | 260,5 | 140,5 | 49,9 | 60,6 | 24,6 | 1 327,6 |
| Nombre de jours avec précipitations | 3,6  | 3,6  | 5,6  | 7,6   | 7,4  | 8,1   | 14,1  | 11,9  | 8,1   | 4,7  | 7,4  | 6,2  | 88,3    |

| Diagramme climatique                                  |             |             |             |            |             |               |               |               |              |             |             |
| J                                                     | F           | M           | A           | M          | J           | J             | A             | S             | O            | N           | D           |
| 2,9−4,514,6                                           | 5,7−2,328,8 | 11,42,441,6 | 17,88,170,9 | 2413,894,2 | 27,919115,2 | 29,222,5426,2 | 30,623,5260,5 | 26,318,4140,5 | 20,511,749,9 | 12,54,760,6 | 4,5−2,924,6 |
| Moyennes : • Temp. maxi et mini °C • Précipitation mm |             |             |             |            |             |               |               |               |              |             |             |

## Culture et tourisme

### Cultures locales
Représentée par le slogan "With Books", Gunpo se présente comme une ville avec une part importante de culture et de littérature. Au premier trimestre de 2014, sept des bibliothèques publiques de la ville ont coopéré pour signaler que 237 902 des 286 485 citoyens de Gunpo (environ quatre-vingt-trois pour cent) détenaient des abonnements à la bibliothèque. Des bibliothèques remplies de livres de contes pour enfants se trouvent dans toutes les zones urbaines de la ville. Kim Yoon Joo, le maire de Gunpo, a exprimé son désir de promouvoir la ville pour sa culture de la lecture et pour ses azalées. À travers son logo et sa mascotte, Gunpo se présente aussi comme une ville propre, créative et environnementale en harmonie avec la nature.
La plaque tournante de Gunpo est Sanbon New Town, en bas de la montagne Surisan. Immédiatement adjacente à la gare de Sanbon, la "rue de la culture", également connue sous le nom de Rodeo Street, est un quartier commerçant animé regorgeant de restaurants, de bars, de boutiques de vêtements, de karaoké et d'autres installations typiques d'une ville coréenne,. Sanbon abrite une grande population de professeurs d'anglais non coréen, dont beaucoup sont employés par la mairie de Gunpo. Connu des Coréens et des expatriés jusqu'à sa fermeture en 2015, le "Pirate bar" était un bar où la bière était servie dans un verre à glace qui pouvait être lancé sur une cible pour tenter de gagner un prix,.
Au milieu de Rodeo Street se trouve une grande fontaine, à proximité de laquelle une scène est souvent érigée le week-end et pendant les festivals pour accueillir de petits concerts et autres spectacles. Au-delà de Rodeo Street, un centre-ville plus vaste s'étend de la gare de Sanbon à la gare de Geumjeong et comprend des endroits tels que le marché de Sanbon et les tours d'habitation Cherevil. La ville est bordée à l'est par l'Anyangcheon (litt : ruisseau d'Anyang), un affluent de la rivière Han. En 2005, un projet de purification de l'eau financé par la ville a permis à plusieurs espèces de poissons et d'oiseaux de retourner dans le ruisseau.

### Tourisme

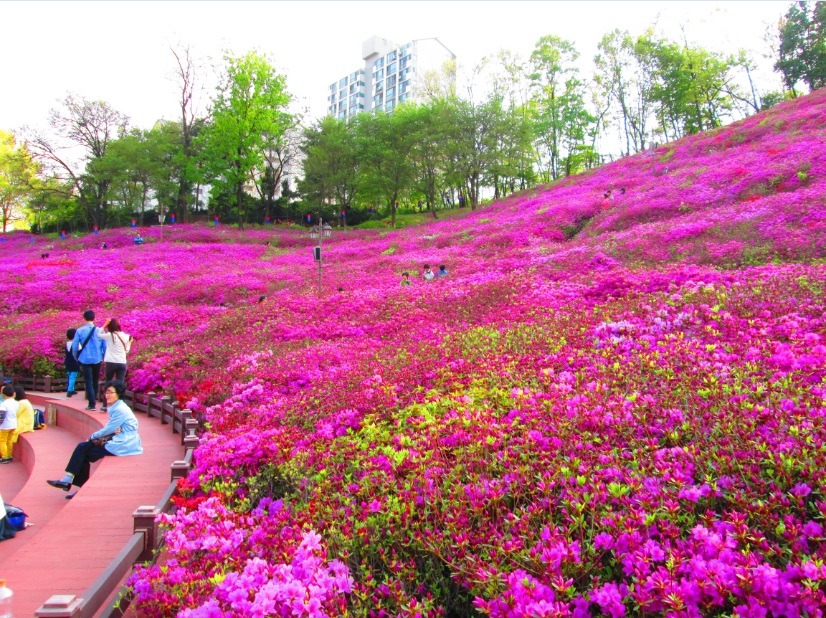
Champ de Royal Azaleas Hill en pleine floraison

La scène nocturne de la rue Rodeo de Sanbon a été désignée par Gunpo comme l'un de ses huit sites célèbres. Taeeulbong Peak, un sommet de 489 mètres de Surisan; Et le temple Surisa, un temple bouddhiste Jogye traditionnel également situé sur Surisan. Détruit plusieurs fois au cours de son histoire, Surisa a été reconstruit en 1955 et a été désigné comme le quatre-vingt-sixième temple traditionnel de Corée en 1988. Bambawi, également connu sous le nom de rocher de châtaignier, est une montagne à faible crête près de la nouvelle ville de Sanbon est un autre spot incontournable de la ville.
Gunpo abrite deux petits lacs : le réservoir de Galchi, situé à quelques pas de la gare de Daeyami, et le réservoir de Banwol, accessible à pied depuis la gare de Banwol d'Ansan. Le coucher de soleil sur ce dernier est un autre des huit lieux célèbres de Gunpo. Pour compléter la liste, la forêt Dang de la colline Deokgogae, près de Daeyami, qui a remporté le grand prix du troisième concours national des belles forêts de Corée; Le sentier des cerisiers en fleurs de Gunpo, qui décore chaque printemps une zone près de la gare de Geumjeong; Et la Royal Azaleas Hill, avec 90 000 azalées violettes qui fleurissent chaque année  peu de temps après la saison des fleurs de cerisier
Parmi les autres sites touristiques de Gunpo, citons l'observatoire astronomique de Nuri, situé dans la bibliothèque publique de Daeya-dong ; plusieurs temples bouddhistes et l'Anyang Benest Club, un parcours de golf privé de dix-huit trous à Bugok-dong ouvert uniquement aux membres de l'Anyang Country Club. La randonnée Surisan est aussi une activité courante parmi les habitants de Gunpo. Un certain nombre de festivals sont organisés dans la ville tout au long de l'année, dont un festival de la journée des citoyens et un festival  des azalées royales. En 2014, la rue Rodeo de Sanbon a accueilli en mai un festival gastronomique multiculturel et en septembre le festival de lecture coréen.

## Éducation
Gunpo abrite quarante-cinq écoles publiques: vingt-cinq écoles élémentaires, douze collèges, sept lycée et une université. Cette dernier est l'Université Hansei, un établissement chrétien qui propose des programmes de premier cycle et des cycles supérieurs dans divers domaines d'études, y compris un institut de langue coréenne pour les étudiants étrangers en Corée et à l'étranger. Fondée en 1953 sous le nom de Full Gospel Theological College, l'école a ensuite changé de nom et a été accréditée en tant qu'université en 1993.

## Personnalités notables
La plus célèbre résidente de Gunpo est la patineuse Yuna Kim, championne olympique en 2010 et médaillée d'argent olympique de 2014 en patinage artistique simple dames. Née à Bucheon en 1990, Kim a déménagé à Gunpo à l'âge de six ans et a ensuite fréquenté le lycée Suri. Largement considérée par les Coréens comme une héroïne et un trésor national,,, Kim a également été citée comme une héroïne par de nombreux jeunes patineurs artistiques aux Jeux olympiques d'hiver de 2014 et a été nommée sportive de l'année 2010 par la Women's Sports Foundation.
L'agence de Kim, All That Sports, a officiellement demandé à Gunpo d'arrêter le développement d'une "Kim Yuna Street" en 2011, et en 2012 a désengagé la patineuse d'un projet de statue controversée d'elle que la ville tentait d'ériger à son insu. L'agence a déclaré qu'elle réservait une place spéciale dans son cœur à Gunpo, « un endroit où Kim a grandi et a nourri son rêve de devenir patineuse artistique », mais elle a regretté les allégations de corruption qui avaient été portées contre l'entreprise de design responsable de la statue.
Gunpo est aussi le lieu de naissance de Kim Jisoo, membre du girl group de K-Pop Blackpink.

## Technologie
Intertek, l'un des principaux fournisseurs d'assurance qualité aux industries du monde entier, a officiellement ouvert son nouveau bureau à Gunpo, en Corée du Sud, le 18 mai 2016. M. Kim Yoon-joo, maire de Gunpo, ainsi que quelque 150 invités d'entreprises coréennes, ont assisté à la grande cérémonie d'ouverture, marquant une étape importante pour Intertek Korea.

## Villes jumelées

### Nationales
- District de Yecheon, Gyeongsang du nord (1998)[39]
- District de Changnyeong, Gyeongsang du sud (2022)[39]
- District de Muan, Jeolla du sud (1998)[39]
- District de Yangyang, Gangwon (1999)[39]
- District de Buyeo, Chungcheong du sud (1999)[39]
- District Cheongyang, Chungcheong du sud (2003)[39]

### Internationales
- Belleville, Ontario, Canada (1997)[39]
- Clarksville, Tennessee, États-Unis (1999)[39]
- Comté de Grant, Washington, États-Unis (2003)[39]
- Atsugi, Kanagawa, Japon (2005)[39]
- Linyi, Shandong, Chine (2012)[39]